# Postevand
Postevand, hanevand, ledningsvand eller vandhanevand er i dag vand, som transporteres i vandledningssystemet for at blive anvendt i husholdninger som drikkevand og til hygiejniske formål, som håndvask, opvask, bad og tøjvask. 

## Postevand og vandposte
Postevand er vand direkte fra vandposten (vandpumpen).  Ordet bruges især i forsøgsvejledninger, da det i modsætning til demineraliseret vand og destilleret vand indeholder naturlige mineraler, som er opløst i det – også under dets vej gennem jordlagene. 
I København anvendtes ordet pumpevand om vandet fra Harrestrup Å, som fra 1640'erne blev ført til Peblingesøen og gennem trærør videre ind i byen. 
For at skaffe postevand, måtte vandet før metalrørenes tid hentes op i rør af fyrretræ. I Oslo blev der omkring år 1600 lagt trærør fra Akerselva og til Akershus fæstning med forgreninger til byens vandposte.  Håndværkeren med ansvar for trærørene kaldtes postemager og var rørlæggerens forgænger. 
Blandt andet i Bromme skov ved Sorø lå der et posteboreri. Træer til vandposte skulle være høje og næsten uden grene, men med en krone i toppen og diameter af 30-60 cm. Når en posteborer havde udset sig et træ, blev det fældet og skåret i længder av 4-6 meter. Stykkerne blev så slæbt ud mellem grene og krat af en lille hest, som arbejdet tog hårdt på; men der var ikke plads til to heste eller en stor hest. Fyrretræer blev foretrukket, fordi de indeholder en masse kernetræ (det midterste), som er holdbart i vand. På boreriet blev stammerne boret hul i med et ca 5 meter langt bor, i spidsen forsynet med et ca 7 cm sneglebor. Man borede fra begge ender og mødtes på midten. Som regel lå vandet så dybt, at der måtte to eller flere træer til for at nå ned. De blev sat sammen nede i brønden ved hjælp av jernringe. I dybe brønde var arbejdet farligt, da der altid var risiko for sammenstyrtning. 
Trærørene fordrede meget vedligehold. Hvis de ikke slog sprækker, rådnede de med årene. Især sammenføjningerne med jernringene var sårbare. Ved brand lukkede brandvæsenet for vandposte og afstikkere, og det store tryk, som derved opstod, førte ofte til lækager. 

## Koldtvand
Koldtvand er det vandhanevand, som kommer ud af den kolde hane, og som ikke varmes op i den varme hane.

## Varmtvand
Varmtvand, eller mere korrekt, "varmt brugsvand", anvendes normalt til hygiejne og er det vand som kommer ud af den varme hane. Varmt brugsvand må ikke forveksles med varmtvand, som anvendes i radiatorer. 
Varmt vandhanevand bør ikke drikkes eller anvendes i madlavning. Det varme vand indeholder usunde metaller ud fra varmtvandsbeholderen og ledningsystemet. Kalkrigt vand oxiderer metaller endnu hurtigere, og derfor afkalkes koldtvand, som skal varmes. Kalkrigt vand giver også kalkaflejringer og stopper ledningsystemet til.